# Medresa Bou Inania (Meknes)
Medresa Bou Inania (arabsko المدرسة البوعنانية, latinizirano: al-madrasa al-Būʿinānīya, berberski jeziki ⴰⵙⵉⵏⴰⵏ ⴱⵓ ⵉⵏⴰⵏⵉⵢⴰ) je zgodovinska medresa (islamski učni center) v mestu Meknes v Maroku. Stavba, ki je dobro ohranjena zaradi poznejših rekonstrukcij, velja za odličen primer bogato okrašenih medres marinidskega obdobja.

## Zgodovina
V nasprotju s tem, kar ime morda nakazuje, je ni ustanovil marinidski vladar Abu Inan Faris, temveč njegov oče Abu al-Hasan Ali ibn Othman v letih 1335–36, kot kažejo napisi v sami medresi. Abu Inan je medreso najverjetneje obnovil pozneje med svojo vladavino, kar je morda razlog za njeno trenutno ime. Kljub temu je bila medresa prvotno znana kot Madrasat al-Džadida ('Nova medresa'), ime Bu Inanija pa se v zgodovinskih virih uporablja šele veliko pozneje. V mestu Fes je medresa z istim imenom, ki jo je v celoti zgradil Abu Inan.
Gradnjo medrese je nadzoroval mestni kadi, Abdalah ibn Abi al-Ghamr. Bila je ena od več medres na območju okoli bližnje Velike mošeje v Meknesu, glavne mošeje v mestu, kjer je potekalo tudi poučevanje. Drugi dve glavni medresi, ki ju je prav tako zgradil Abu al-Hasan, sta bili medresa Šuhud in medresa al-Kadi. Slednjo je pozneje preuredil sultan Mulaj Ismail (vladal 1672-1727), ki jo je namenil študentom iz Tafilalta. Tako kot te druge medrese je bila medresa Bou Inania namenjena poučevanju islamskih znanosti, pa tudi zagotavljanju stanovanj za študente.

## Arhitektura
Medresa se razprostira na površini okoli 315 kvadratnih metrov. Vanjo se vstopa z ulice skozi niz lesenih vrat z okrasnim bakrenim okovjem, ki vodijo do dolgega preddverja. Na koncu tega prehoda je vhod na glavno dvorišče medrese na eni strani, vhod v hišo za umivanje (za obredno umivanje) na drugi strani in stopnice, ki vodijo v zgornje nadstropje. Hiša za umivanje (Dar al-Vudu) je sestavljena iz drugega dvorišča, ki ga obdaja 22 garderob ali stranišč in je osredotočena okoli velikega pravokotnega vodnega bazena.
Glavno dvorišče medrese ima na sredini marmorni vodnjak, na obeh straneh pa ga obdajajo galerije. Dvorišče je bogato okrašeno, s tlemi in spodnjimi stenami, pokritimi z mozaikom zellij, preostali del sten pa s prefinjeno izrezljano štukaturo in izrezljanim lesom. Galerije, zaščitene z lesenimi zasloni mašrabija, omogočajo tudi dostop do zasebnih sob študentov v pritličju, medtem ko je več sob v zgornjem nadstropju okoli dvorišča (mnoge od njih z okni na dvorišče), za skupno 39 študentskih sob (13 v pritličju in 26 v zgornjem nadstropju. Na jugovzhodni strani dvorišča je velika komora, v katero se vstopa skozi okrašen obok z muqarnas, ki je medresi služil kot mošeja ali molitvena dvorana. Sredi njene jugovzhodne stene je mihrab (niša, ki simbolizira smer molitve), ki je obdana z zapleteno izrezljano štukaturo z arabesknimi in geometrijskimi motivi ter arabskimi napisi.
Francoski učenjak George Marçais je v svojem glavnem delu o islamski arhitekturi v regiji opozoril, da je medresa Bu Inania v Meknesu predstavljala nekakšen arhitekturni prehod med medresami, ki jih je zgradil Abu al-Hasan, in medresami, ki jih je zgradil njegov sin Abu Inan.